# Onchidella
Onchidella is een geslacht van weekdieren uit de klasse van de Gastropoda (slakken).

## Soorten
- Onchidella accrensis (Plate, 1893)
- Onchidella armadilla (Mörch, 1863)
- Onchidella binneyi Stearns, 1894
- Onchidella borealis Dall, 1872
- Onchidella brattstroemi Ev. Marcus, 1978
- Onchidella celtica (Cuvier, 1816)
- Onchidella evelinae Er. Marcus & J. B. Burch, 1965
- Onchidella floridana (Dall, 1885)
- Onchidella incisa (Quoy & Gaimard, 1832)
- Onchidella indolens (Couthouy in Gould, 1852)
- Onchidella kurodai (Iw. Taki, 1935)
- Onchidella maculata (Plate, 1893)
- Onchidella marginata (Couthouy in Gould, 1852)
- Onchidella miusha Ev. Marcus, 1978
- Onchidella monodi (Gabe, Prenant & Sourie, 1951)
- Onchidella nigricans (Quoy & Gaimard, 1832)
- Onchidella oniscioides (Blainville, 1816)
- Onchidella orientalis (Iw. Taki, 1935)
- Onchidella pachyderma (Plate, 1893)
- Onchidella philippei Ev. Marcus, 1979
- Onchidella reticulata (Semper, 1885)
- Onchidella souriei (Gabe & Prenant, 1955)
- Onchidella steindachneri (Semper, 1885)
- Onchidella wah Ev. Marcus, 1978